# Četni prelci
Četni prelci (prelci četnjaci, prelci povorkaši ili procesionarci; lat. Thaumetopoeidae) porodica su malih (raspon krila 3–4 cm) i neuglednih leptira. Tijela su im dlakava, ticala kijačasta. Nazvani su po karakterističnom ponašanju gusjenica koje se pri kretanju svrstavaju u redove i tako čine niz dugačak i po nekoliko metara.

## Gusjenice
Gusjenice su sive i po cijelom tijelu imaju duge, otrovne i lomljive dlačice. Kad se na proljeće gusjenice izlegu zajedniči ispredu (njih više stotina) među granama drveća veliki zapredak. Danju se u njemu zaklanjaju a noću odlaze brstiti lišće u dugačkoj koloni. U zoru se vraćaju u svoje sklonište. Kad narastu obilaze okolo i danju. U šumi u kojoj ima gusjenica zrak je pun dlačica od kojih se upali koža i sluznica usta, nosa i očiju ljudima i životinjama. Kukulje se u čvrstom kokonu, također u skupinama. Sredinom ljeta pojavljuju se leptiri.

## Vrste
Najpoznatije su vrste: hrastov povorkaš (Thaumetopoea preocessionea) povremeno se pojavljuje u nizinskim šumama Hrvatske, borov povorkaš (Thaumetopoea pitoyocampa) je štetnik u borovim šumama.